# Indicatif régional 716

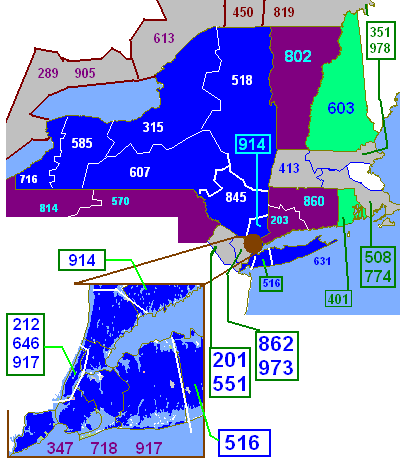
Carte de l'État de New York (en bleu) avec les territoires de ses indicatifs régionaux. Le territoire de l'indicatif régional 716 est situé à l'ouest de l'État.

L'indicatif régional 716 est l'un des multiples indicatifs téléphoniques régionaux de l'État de New York aux États-Unis.
Cet indicatif dessert une région située à l'ouest de l'État.
La carte ci-contre indique le territoire couvert par l'indicatif 716.
L'indicatif régional 716 fait partie du plan de numérotation nord-américain.

## Comtés et villes desservis par l'indicatif
- Comté d'Érié (incluant la ville de Buffalo et ses banlieues)
- Comté de Cattaraugus (incluant la ville d'Olean)
- Comté de Chautauqua (incluant les villes de Jamestown et Dunkirk)
- Comté de Niagara (incluant les villes de Niagara Falls et Lockport)